# Way Down
Way Down (The Vault en otros países y Asalto a la Casa de Moneda en Netflix) es una película del año 2021, dirigida por Jaume Balagueró y protagonizada por Luis Tosar.

## Argumento
La leyenda de que el Banco de España es inexpugnable y no se puede asaltar no asusta a Thom Johnson (Freddie Highmore), el brillante y joven ingeniero reclutado para averiguar cómo acceder a su interior. El objetivo es un pequeño tesoro que va a estar depositado en el banco solo diez días. Diez días para descubrir el secreto de la caja, diez días para urdir un plan, diez días para preparar el asalto, diez días para aprovecharse de un plan de fuga irrepetible, cuando la esperada final del Mundial de Fútbol de Sudáfrica reúna a cientos de miles de aficionados a las puertas del propio Banco. Diez días para alcanzar la gloria… o para acabar en prisión.

## Reparto
- Freddie Highmore como Thom Johnson
- Astrid Bergès-Frisbey como Lorraine
- Liam Cunningham como Walter Moreland
- Sam Riley como James
- José Coronado como Gustavo Medina
- Luis Tosar como Simón
- Famke Janssen como Margaret
- Emilio Gutiérrez Caba como presidente del Banco de España
- Axel Stein como Klaus
- James Giblin como padre de Thom
- Hunter Tremayne como Ejecutivo
- Julius Cotter como Ejecutivo
- Craig Stevenson como Ejecutivo
- Daniel Holguín como Muñoz